# Complot militaire présumé de 1877
Vous lisez un « bon article » labellisé en 2020.

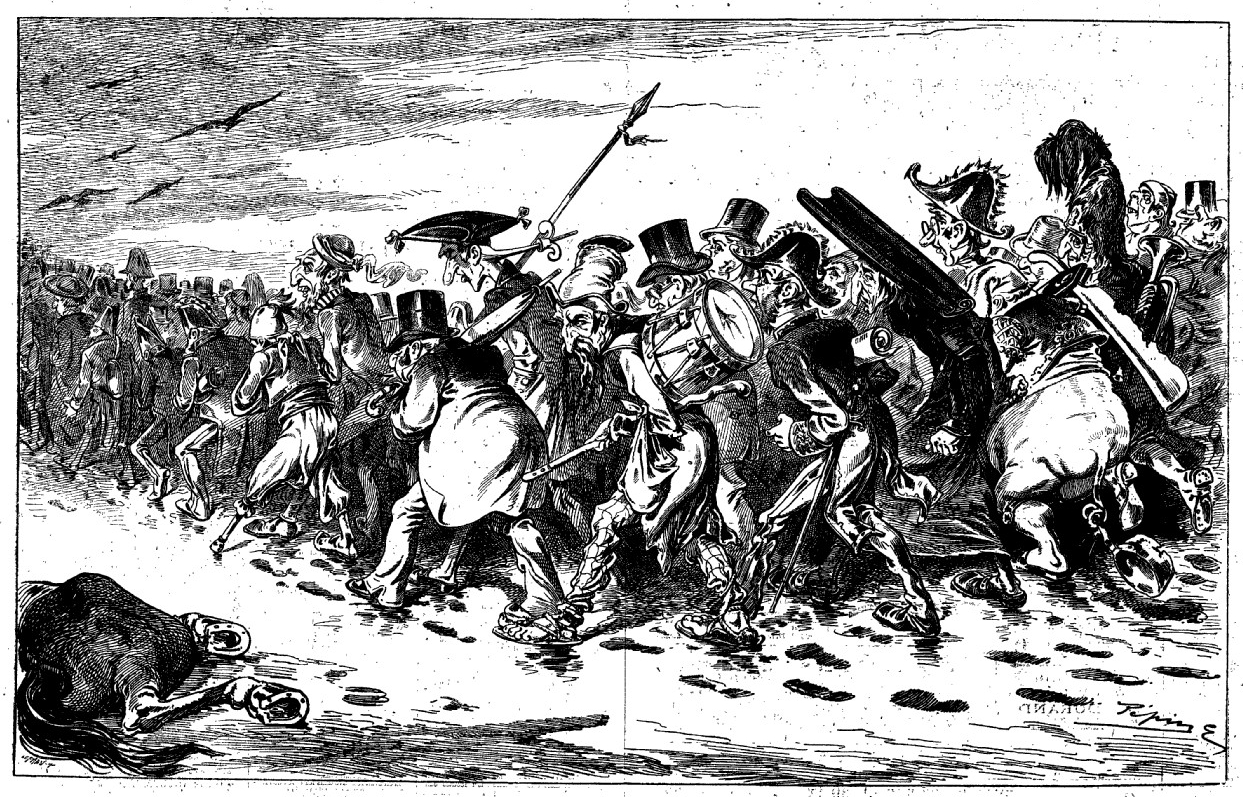
La Grande Retraite de 1877, caricature du Grelot. L'échec politique des monarchistes y est caricaturé en débâcle militaire aux réminiscences napoléoniennes.

Le complot militaire de décembre 1877 ou tentation de coup d'État de décembre 1877 est une possible tentative avortée de coup d'État en France, durant la crise du Seize Mai. Le but des conjurés — dont les principaux sont les généraux Auguste-Alexandre Ducrot et Gaëtan de Rochebouët, président du Conseil — aurait été de maintenir le gouvernement de l'Ordre moral au pouvoir. Ne bénéficiant pas de l'appui du maréchal de Mac Mahon, resté légaliste, ce complot militaire serait resté au stade du projet. Il est toutefois abondamment exploité par les républicains pour atteindre au crédit des monarchistes et stigmatiser le conservatisme social des dirigeants de l'armée française. De fait, entre janvier 1878 et février 1879, les généraux soupçonnés d'avoir participé aux préparatifs du putsch font l'objet d'une épuration, ce qui pousse Mac Mahon à la démission.

## Contexte: le Seize Mai

### Ouverture de la crise
Les évènements se déroulent dans un contexte politique agité. En effet, les élections législatives de 1876 ont été remportées par une majorité républicaine, tandis que le président de la République, le maréchal de Mac Mahon, est un monarchiste convaincu. Face à une turbulente Chambre des députés qui cherche à imposer ses exigences et à mettre fin à la politique d'Ordre moral, le maréchal refuse de céder. Ne cautionnant pas les mesures prises par le gouvernement Jules Simon pour combattre l'ultramontanisme, il renvoie ce dernier le 16 mai 1877. Dès lors, c'est l'escalade : les députés de gauche se réunissent pour signer le manifeste des 363 qui condamne l'attitude du président, lequel nomme le duc Albert de Broglie comme chef de gouvernement. Ce dernier, s'il ne fait pas partie des intransigeants du camp monarchiste — catholique libéral et orléaniste —, ne parvient pas pour autant à obtenir l'agrément de la Chambre des députés. 
La rupture étant consommée entre Versailles et l'Élysée, le maréchal obtient le 22 juin 1877 l'accord du Sénat pour dissoudre la Chambre, conformément aux lois constitutionnelles de 1875. Monarchistes et républicains lancent toutes leurs forces dans la bataille électorale, le ministre Oscar Bardi de Fourtou procédant notamment à une reprise en main ferme de l'administration pour assurer la victoire aux conservateurs. Néanmoins, les élections législatives d'octobre 1877 sont remportées par les républicains, ces derniers perdant toutefois quelques dizaines de sièges par rapport à 1876. 

### Formation du cabinet de Rochebouët

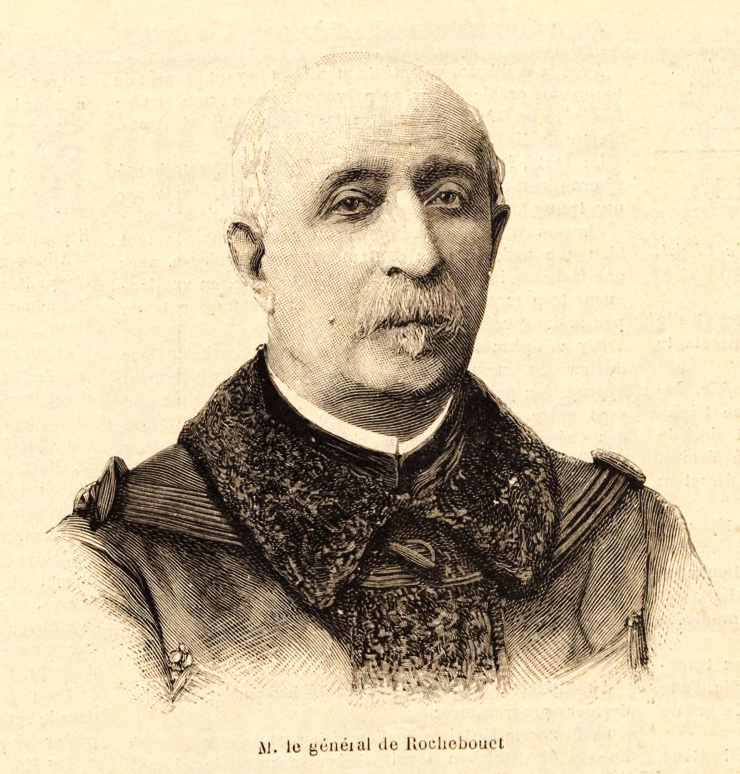
Gaëtan de Rochebouët, président du Conseil et ministre de la Guerre de son éphémère gouvernement.

Dans l'impasse, Patrice de Mac Mahon décide d'appeler un de ses proches, le général de Rochebouët, pour former un nouveau gouvernement. Il avait auparavant envisagé de former un « cabinet militaire » en confiant au général Félix Charles Douay le portefeuille de la Guerre et au général Auguste-Alexandre Ducrot le portefeuille de l'Intérieur mais, renonçant à faire entrer l'armée sur la scène politique de cette manière, il avait écarté cette possibilité. En nommant Rochebouët à la présidence du Conseil, Mac Mahon réaffirme son respect des institutions et semble donc former un gouvernement de transition, écartant l’idée d'un coup d’État.
Toutefois, Rochebouët arrivé aux affaires, la tentation d'un coup de force agite le haut commandement militaire, comme quelques années auparavant.

### Le«Saint-Arnaud de la restauration»

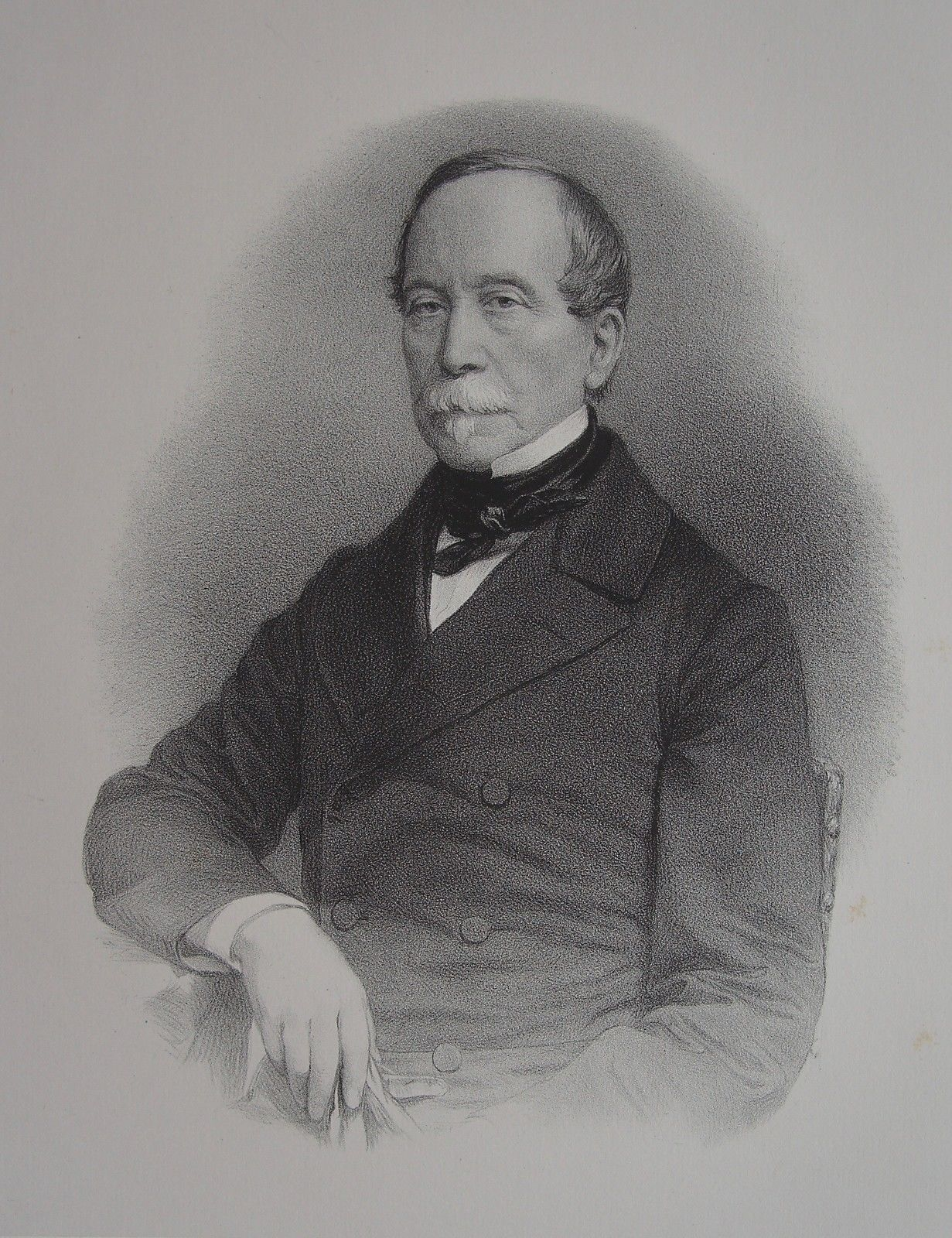
Le général Changarnier, partisan de la manière forte pour réaliser la Troisième Restauration.

La tentation de coup d’État auquel fait face le gouvernement Gaétan de Rochebouët n'est pas une première au cours de la Troisième République. En effet, dès 1871, le général Nicolas Changarnier propose ses services pour rétablir l'ordre et établir un régime monarchique autoritaire. D'après l'historien François Bédarida, Changarnier « a brûlé d'être le Saint-Arnaud d'une restauration monarchique ». Le très légaliste Patrice de Mac Mahon lui ayant plusieurs fois opposé un refus, le général Changarnier ne parvient pas à mettre ses projets de « nettoyage » de Versailles à exécution. Sa mort en février 1877 l'empêche également de participer aux potentiels préparatifs de décembre 1877.
Toutefois, un certain nombre de généraux partagent les préoccupations du général Changarnier et voient d'un mauvais œil les manœuvres politiques du président de la République, qu'ils jugent trop pusillanime. Ainsi, le général du Barail écrit dans ses mémoires que pour réussir le Seize Mai il eût agi « en ne regardant pas derrière soi, en jetant le fourreau dont on avait tiré l’épée, en marchant carrément et vite ». Pour lui, il aurait fallu procéder à l'arrestation immédiate des 363 signataires du manifeste dès la prorogation de la Chambre, ces derniers ne bénéficiant plus de l'immunité parlementaire. Une stricte application de la censure aurait ensuite permis de préparer les élections avec des journaux « maintenus […] dans la limite de la politesse et des discussions courtoises ».

## Déroulement

### Menées du général Ducrot

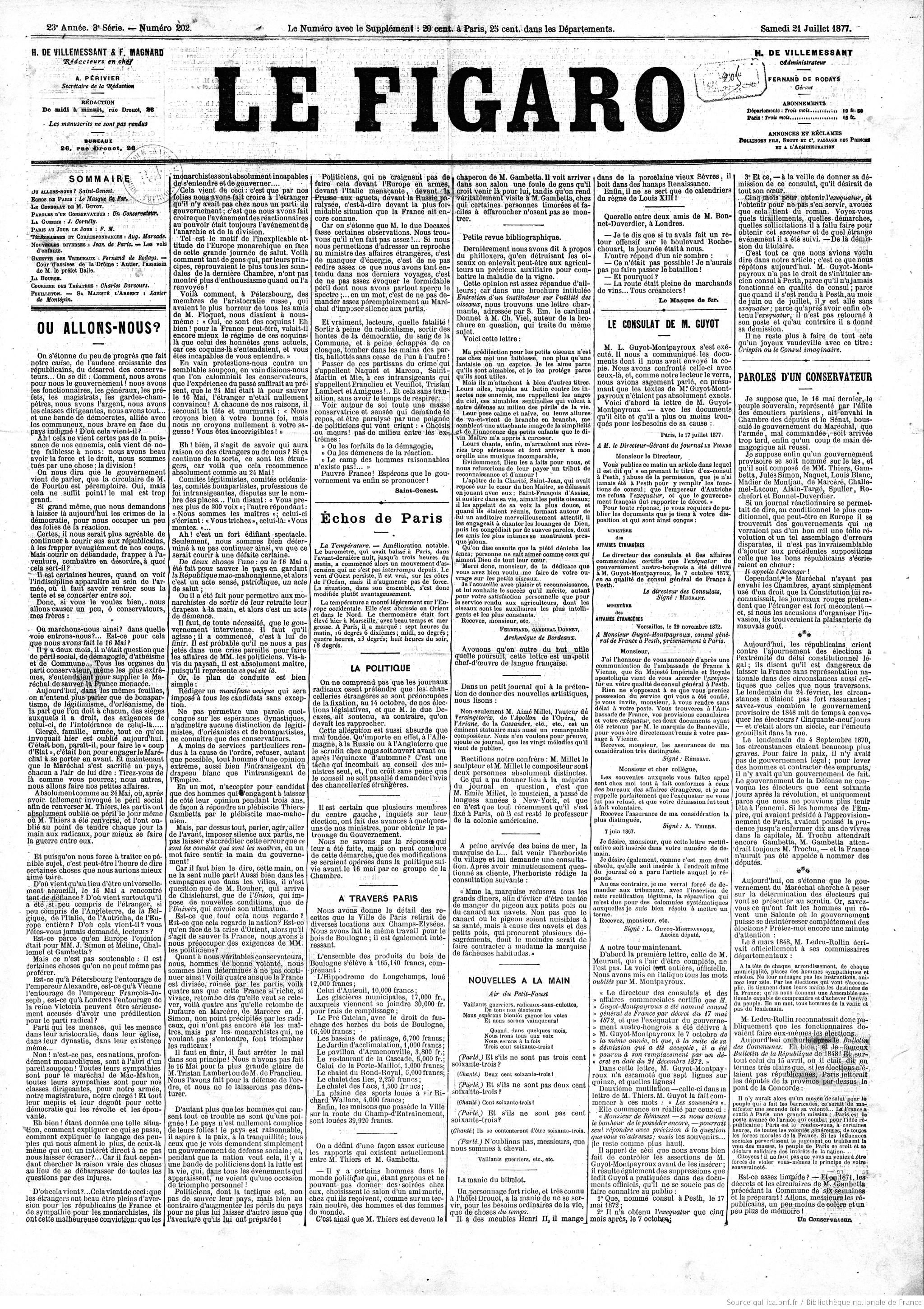
Éditorial d'Emmanuel-Arthur Bucheron dans Le Figaro.

Le général Auguste-Alexandre Ducrot, commandant du 8e corps d'armée, est l'une des figures principales du complot militaire. Tout au long de la crise du 16 mai, ce légitimiste convaincu — il a été élu sous cette étiquette en 1871 — s'efforce de provoquer le renversement de la Troisième République afin de rétablir le comte de Chambord sur le trône de France.

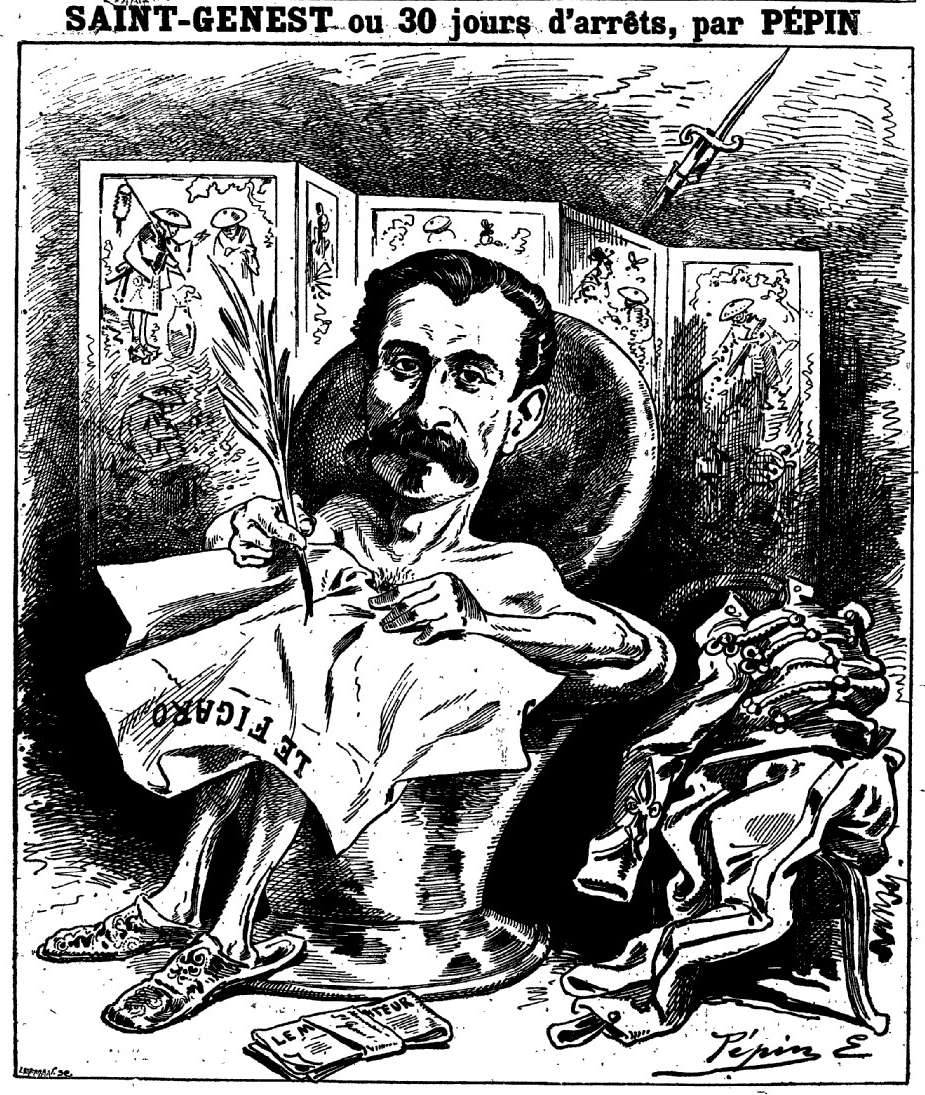
Caricature du Grelot relative à la condamnation de Saint-Genest.

Il fait une première fois parler de lui lors de l'été 1877, au moment où les journaux conservateurs — au premier rang desquels figurent les quotidiens bonapartistes Le Figaro et Le Pays — réclament l'instauration de l'état de siège en France. En effet, un journaliste répondant au pseudonyme de Saint-Genest — il s'agit d'Emmanuel-Arthur Bucheron — publie des éditoriaux où il critique vertement la passivité du ministre de la Guerre, le général Berthaut, face aux troubles fomentés par les républicains. Très vite, Le Moniteur universel accuse le général Ducrot d'avoir inspiré ces articles, déclenchant une véritable polémique et obligeant le ministère de la Guerre à démentir dans une note publiée au Journal officiel qui souligne que son « esprit de devoir et de discipline […] est trop connu pour que de pareilles assertions puissent être crues » et à condamner Bucheron (qui est lieutenant de réserve) à trente jours d'arrêt.
En novembre 1877, Ducrot occupe à nouveau une place centrale : c'est lui qui suggère à Mac Mahon la constitution d'un cabinet militaire où il recevrait le portefeuille de l'Intérieur. Après l'échec de cette combinaison, le général Ducrot fait savoir à Gaëtan de Rochebouët — alors commandant du 18e corps d'armée — qu'il est pressenti par le président pour former le nouveau cabinet et que c'est pour cette raison que Rochebouët a été convoqué à Paris le 18 novembre. Il presse ce dernier d'accepter en posant comme condition préalable « qu’on vous laisse faire dans le personnel ministériel et garnisons de Paris et Versailles les modifications qui vous paraîtront indispensables, sous votre responsabilité », moyen de circonvenir Mac Mahon. Une fois Rochebouët nommé, le nouveau président du Conseil, qui prend également le portefeuille de la Guerre, appelle à ses côtés le général Joseph de Miribel pour qu'il devienne chef d'état-major général. Miribel étant l'ancien chef d’état-major de Ducrot, le rapport Henri Brisson en conclut en 1878  que « [Rochebouët demande à Ducrot] non seulement des inspirations, mais encore des collaborateurs ». Le journal Le Temps abonde dans ce sens, notant que Ducrot « paraît exercer au ministère de la Guerre une certaine influence ».

### Complot dedécembre 1877

#### Les«dispositions militaires»
Inspiré par le général Ducrot, un possible complot militaire a peut-être été orchestré en décembre 1877 par le président du Conseil et ministre de la Guerre et son chef d'état-major. Toutefois, les informations à ce propos sont parcellaires et rendent difficile la constitution d'une vue globale des préparatifs militaires. Les documents et faits liés à des ordres inhabituels sont les suivants :
- Gaëtan de Rochebouët ne nomme aucun général pour lui succéder à la tête du 18e corps d'armée pendant la durée de son gouvernement. Cette mesure inhabituelle peut être un prélude à un mouvement d'ampleur des généraux pour préparer un coup de force, ou peut simplement s'expliquer par la volonté de Rochebouët de retrouver ses fonctions une fois son gouvernement « de transition » terminé (c'est d'ailleurs ce qui se produit après le 13 décembre).
- Les 27 et 28 novembre, des « instructions confidentielles » de Rochebouët parviennent au général Lallemand (15e corps d'armée, Marseille) et au général Bourbaki (14e corps d'armée, Lyon) : le premier doit « faire rentrer au fort de Saint-Jean des armes appartenant à des particuliers » et le second réclame à cette occasion l'instauration de l'état de siège.
- Le 28 novembre, un canon de 24 livres (parfois utilisé dans l'artillerie de siège) est acheminé sur Versailles, ce qui déclenche un certain émoi.
- Le 5 décembre, Rochebouët fait savoir à Bourbaki que « les perturbateurs seraient au courant des ordres donnés à [ses] chefs de corps. Le secret ne serait pas gardé sur [ses] instructions confidentielles en cas de troubles » et demande à Ducrot « d’interdire tous déplacements des généraux de division, sauf ordres ministériels » conformément aux instructions verbales que Ducrot a déjà reçues de lui.
- Le 9 décembre, le 5e corps d'armée (Orléans) réclame aux sous-préfets de la région l'acheminement dans les casernes de deux jours de vivres de mobilisation. Ces mesures sont également prises dans d'autres corps, comme le 12e corps d'armée (Limoges).
- Le 10 décembre, tous les généraux commandants de régions militaires se rendent à Paris, convoqués par Rochebouët.
- Le 11 décembre, Ducrot a une entrevue avec Rochebouët. C'est là, d'après le rapport Henri Brisson, que « les résolutions définitives ont été prises ».
- Le 13 décembre, le général Bressolles fait part à ses hommes d'instructions « en cas de troubles dans la ville » (cf. Incident de Limoges (13 décembre)).
- Le même jour, Rochebouet fait savoir au 18e corps d'armée qu'il revient en prendre le commandement et qu'il convient « d’arrêter [mettre en œuvre] tous préparatifs de départ ».

Il semblerait également que les ordres de départ des unités de tous les corps d'armée aient été préparés dans l'éventualité d'un coup d’État. Parmi les témoignages relatifs à ces ordres de départ, le colonel Théodore Fix, chef d’état-major de la 1re division d'infanterie, affirme dans ses mémoires en avoir découvert quelques mois plus tard en ouvrant par erreur un pli confidentiel. D'après le capitaine Bernard Lamarque, un colonel de cavalerie bonapartiste avait reçu l'ordre d'arrêter le duc de Chartres (frère du prétendant orléaniste au trône de France), qui était alors chef de corps dans la même division que lui. 

Principaux généraux soupçonnés d'avoir appuyé le projet de coup militaire
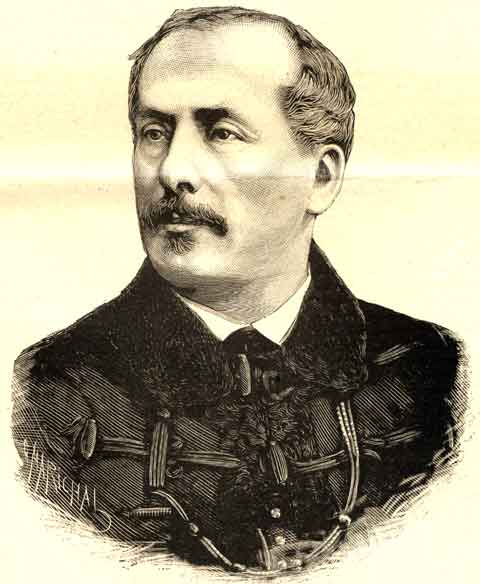
Joseph de Miribel, chef d'état-major général.
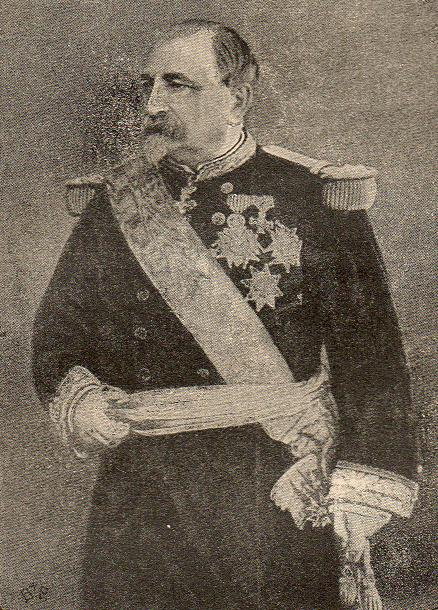
Henri Jules Bataille, commandant du 5e corps d'armée, bonapartiste.
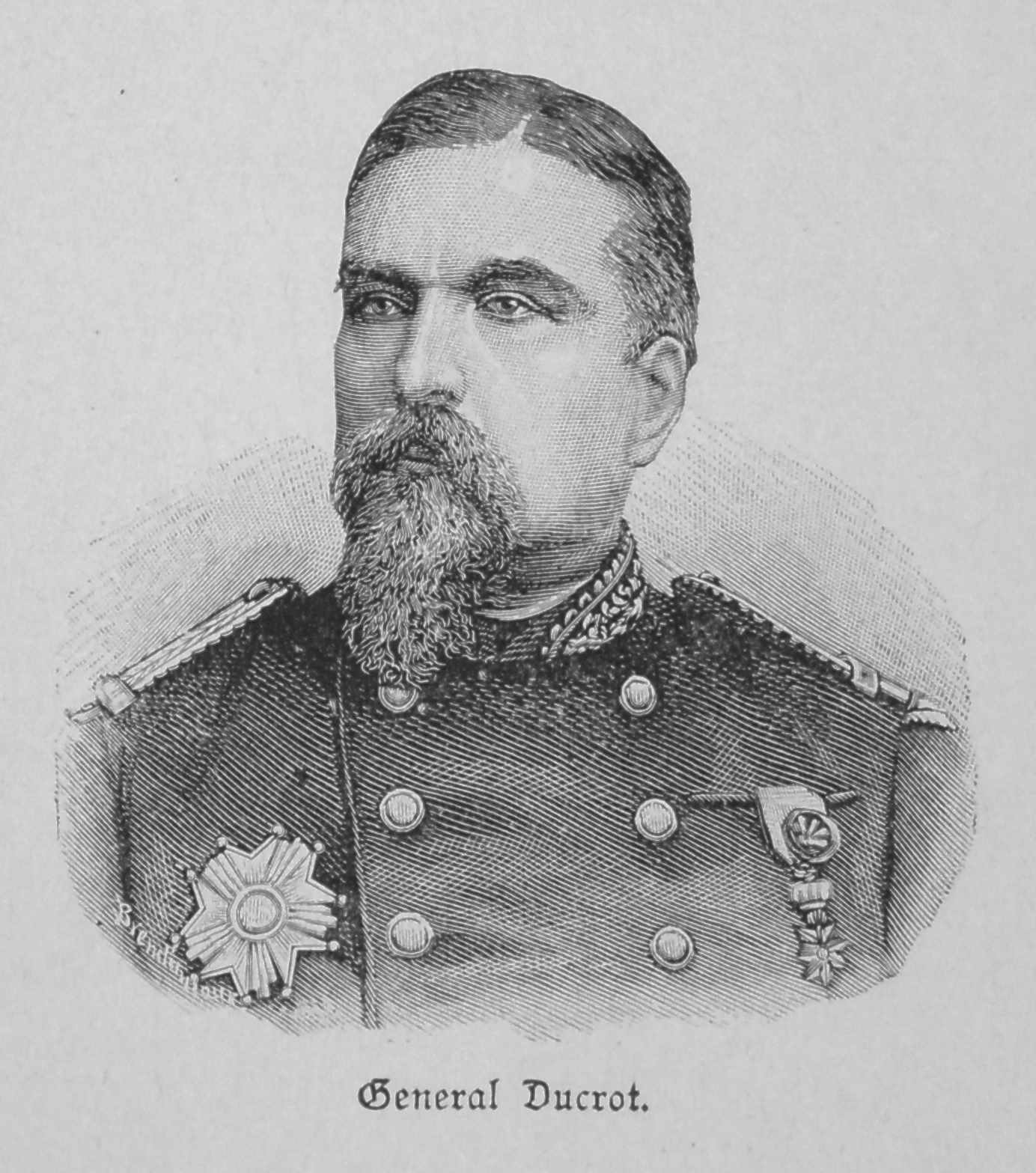
Auguste-Alexandre Ducrot, commandant du 8e corps d'armée, légitimiste.
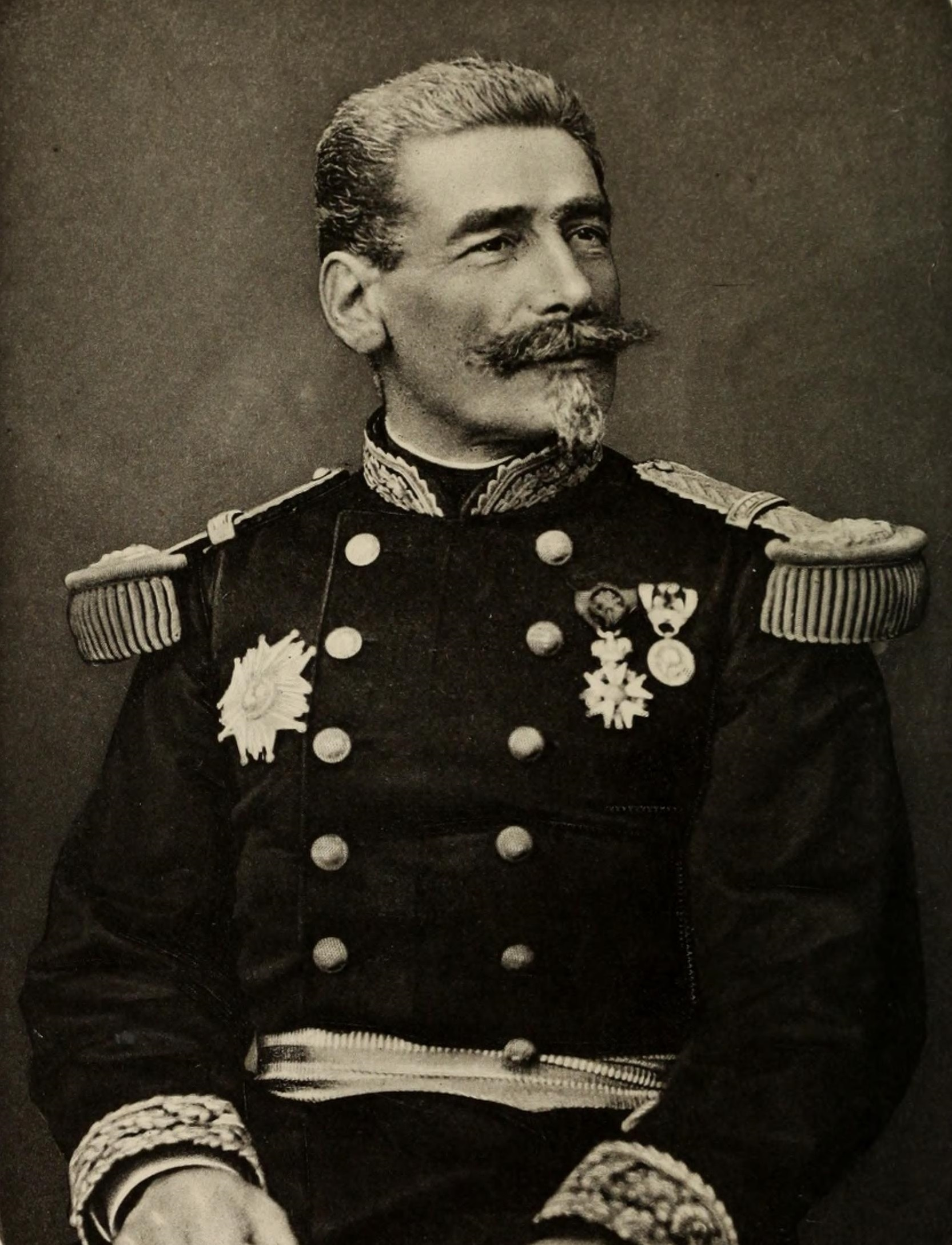
François Charles du Barail, commandant du 9e corps d'armée, bonapartiste.
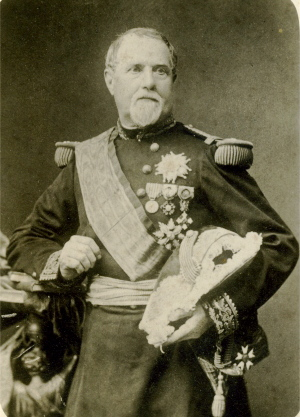
Henri Espivent de La Villesboisnet, commandant du 11e corps d'armée, légitimiste.
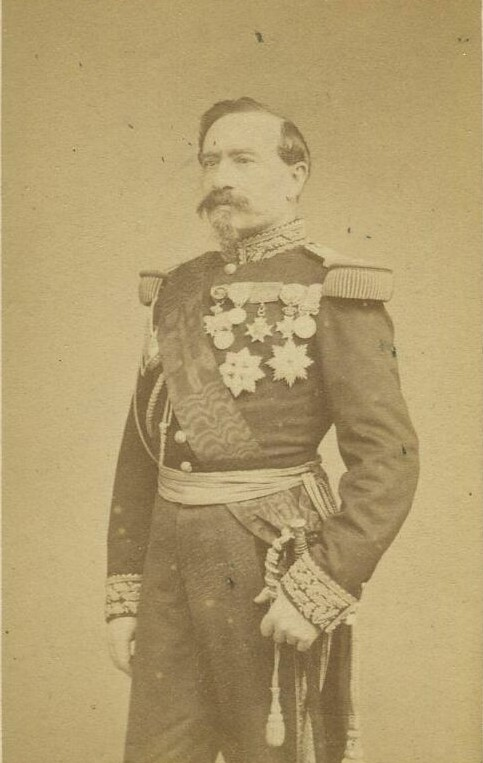
Charles-Denis Bourbaki, commandant du 14e corps d'armée, bonapartiste.

#### Incident de Limoges (13 décembre)
Le 13 décembre 1877, le chef de corps du 14e régiment d'infanterie, basé à Limoges, convoque ses officiers pour leur communiquer des instructions du général Antoine-Aubin Bressolles « pour le cas de troubles dans la ville ». Le major Jean-Marie-Arthur Labordère, scandalisé, déclare à son supérieur que « [un coup de force] est un crime ; je n’en serai pas complice […]. Le rôle que l’on me réserve dans cette tentative criminelle, je ne le remplirai pas ». Le 31 décembre, il est mis en disponibilité à la suite de cette insubordination.

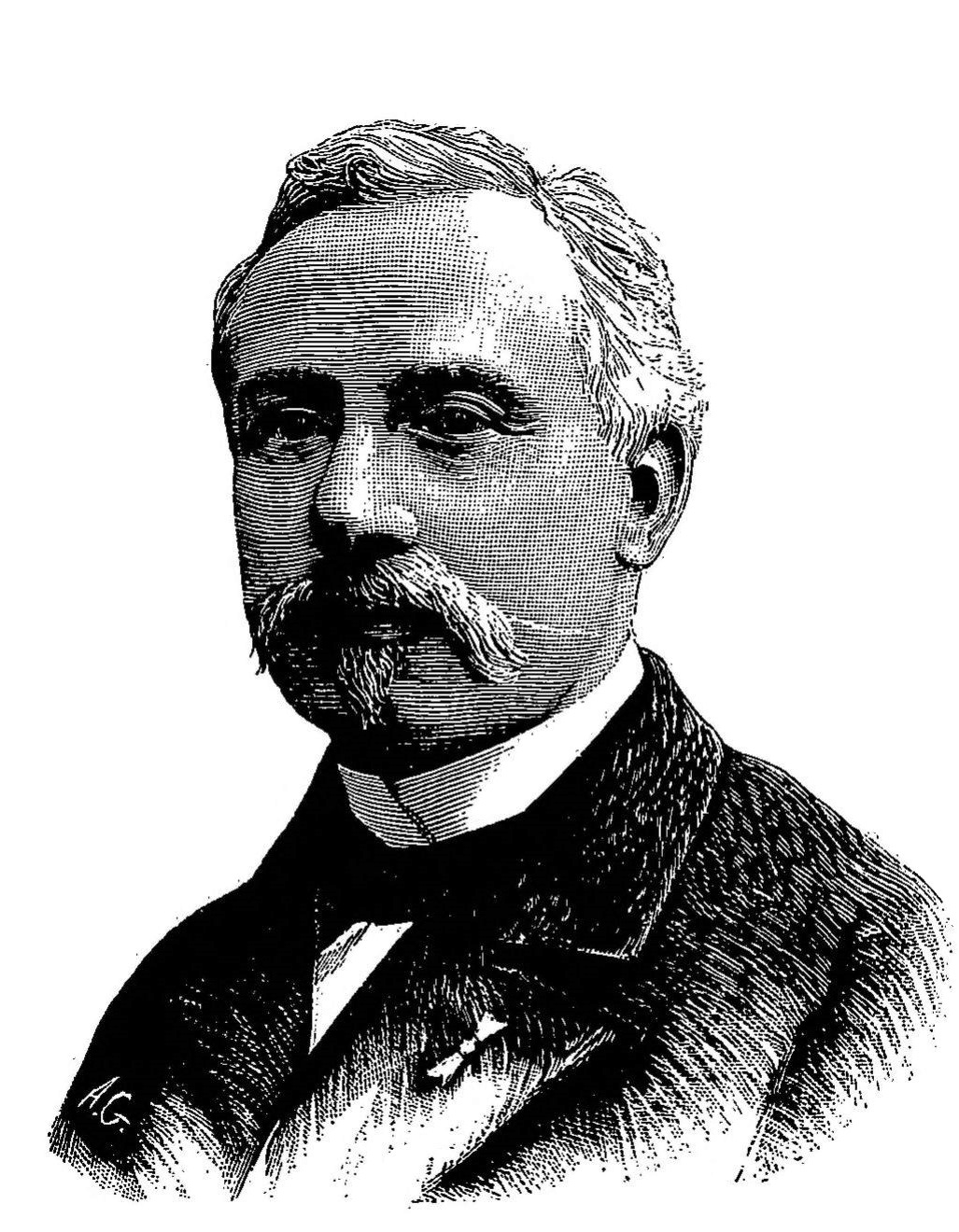
Le commandant Jean-Marie-Arthur Labordère, à l'origine de l'incident de Limoges.

D'après les dires du major, récoltés pour le rapport Brisson, « aucun de nous ne pouvait douter et ne doutait que ce ne fût un coup d’État et qu’on ne dût prendre les armes dans la nuit même ». En mars 1878, après la parution du rapport, les républicains réintègrent le major dans l'active tandis que le général Bressolles est lui-même mis en disponibilité, accusé d'avoir outrepassé ses ordres et « transformé des mesures de prévoyance en mesure d’exécution ».
Pour autant, l'historien Xavier Boniface estime que la crainte de Labordère ne se justifiait plus car, à la date du 13 décembre, le complot militaire était définitivement écarté et le gouvernement Gaëtan de Rochebouët avait résolu de quitter les affaires.

#### Le loyalisme de l'armée
Si le commandement militaire a peut-être envisagé un complot militaire, force est de constater que celui-ci n'a pas connu quelque exécution que ce soit. L'échec (ou le renoncement) des officiers les plus antirépublicains à confronter l'armée au régime peut s'expliquer pour plusieurs raisons. Tout d'abord, l'opposition du maréchal de Mac Mahon à un coup de force a été déterminante, car le président peut compter sur la fidélité de l'armée. De plus, avec le service militaire, une lente acculturation des officiers à la République est en cours. La neutralité politique qui s'impose aux militaires de carrière est également un facteur qui explique qu'un coup d’État n'ait pas eu lieu,. 
Enfin, il est possible que l'armée ait renoncé à se lancer dans une aventure incertaine à une époque où l'Allemagne reste une menace importante ; son patriotisme lui commande de renoncer aux luttes intestines et de ne pas s'opposer aux volontés du suffrage universel. Le général Ernest Courtot de Cissey, en 1876, au cours d'un débat au Conseil supérieur de la guerre, réplique dans les termes suivants à ceux qui envisagent la possibilité d'un coup d’État : « Tout cela est très bien. J’admets qu’on réussisse. Et après ? »,.

### Projet de contre-insurrection républicaine

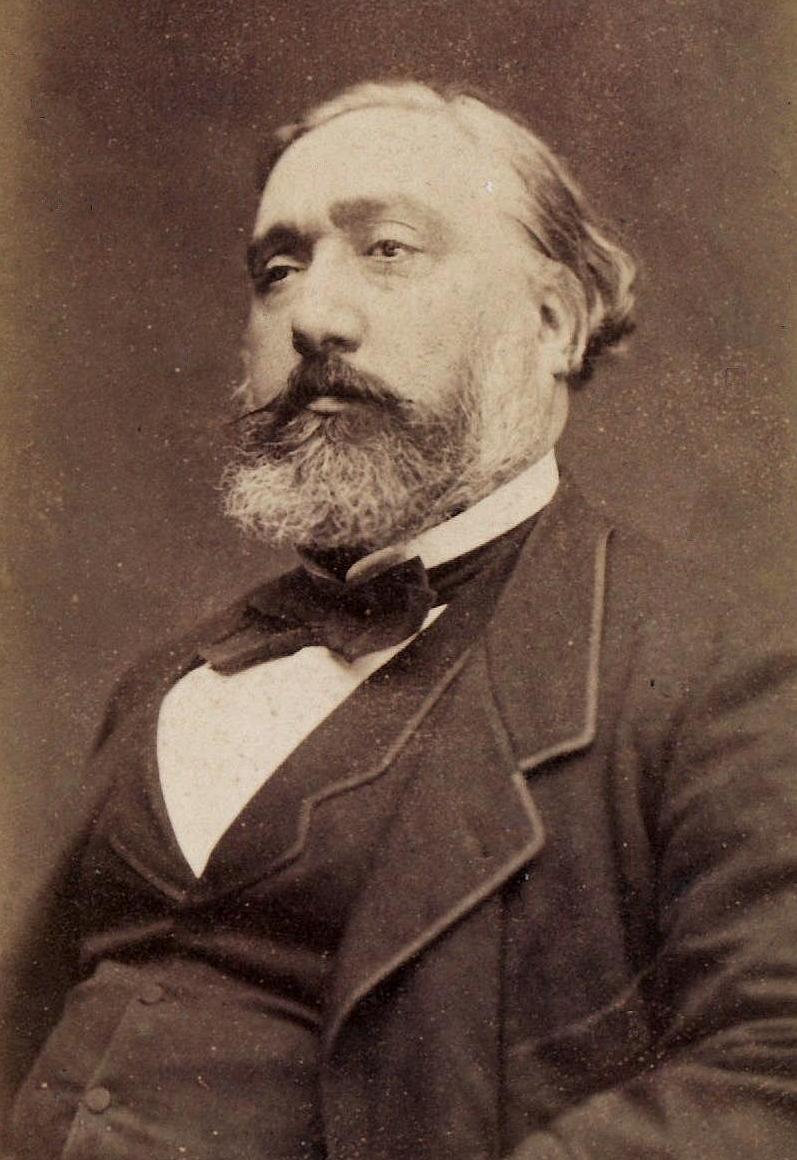
Léon Gambetta, chef du groupe parlementaire de l'Union républicaine.

Les républicains radicaux craignent depuis le début de la crise une tentative de coup de force militaire. Aussi, le plus influent d'entre eux, Léon Gambetta, prévoit de mener une contre-insurrection appuyée sur un réseau d'officiers généraux républicains. Il envisage ainsi le repli sur Lille des parlementaires qui auraient échappé à l'arrestation par les putschistes, car le gouverneur militaire de cette ville, le général Justin Clinchant, est le seul républicain présent parmi les dix-huit généraux commandants de régions militaires ; il commande d'ailleurs le 1er corps d'armée.
Gambetta demande au général de Wimpffen de préparer les plans de ce soulèvement. Ce dernier prévoit notamment le sabotage des fils télégraphiques entre Versailles et la province, le rétablissement des maires, des préfets et des sous-préfets destitués pendant la crise du 16 mai, le limogeage d'un grand nombre de généraux et la déchéance de Patrice de Mac Mahon.
Parmi les autres officiers qui seraient prêts à aider Gambetta à défendre la Troisième République contre un coup de force monarchiste, on peut citer le général Farre, le général Campenon (chef d'état-major de Clinchant) et le général Lecointe. Le duc d'Aumale, commandant du 7e corps d'armée (Besançon) — et oncle du prétendant orléaniste — apporte également son soutien à Gambetta, craignant que le coup d’État ne se fasse au bénéfice des bonapartistes et au détriment des orléanistes. Enfin, le général Gaston de Galliffet (commandant la 15e division d'infanterie), que Gambetta a rencontré à de nombreuses reprises, assure : « Ce que je défendrais dans le gouvernement, c’est la majorité ». Il fait également parler de lui en portant un toast devant de nombreux officiers : « À l’Armée, qui garde un silence absolu dans les dissensions civiles et s’enferme strictement dans ses occupations professionnelles ! ».
Toutefois, ces préparatifs sont limités par l'inquiétude grandissante créée dans les milieux républicains par la grande proximité de Gambetta avec les milieux militaires et son potentiel penchant au césarisme. Beaucoup d'officiers craignent également d'être identifiés comme des amis de Gambetta, ce qui pourrait avoir des conséquences sur leur carrière dans un corps aux tendances conservatrices ; ainsi, la carrière du général de Galliffet semble avoir été ralentie du fait de ses accointances avec le tribun radical.

## Conséquences

### Usage dans la propagande républicaine
Dès le printemps et l'automne 1877, les républicains entretiennent les rumeurs d'un possible coup d’État militaire ; ces accusations se fondent sur les propos de Mac Mahon, et notamment son discours à l'armée le 1er juillet 1877 où il annonce aux soldats : « Le pays vous a remis la garde de ses plus chers intérêts. En toute occasion, je compte sur vous pour les défendre. Vous m’aiderez […] à maintenir le respect de l’autorité et des lois »,. Mais c'est après la résolution de la crise — et la soumission de Mac Mahon le 13 décembre — que les accusations vont redoubler et se faire plus précises, et que les républicains exagèrent la portée de cette « tentation d'un coup d'État ».
Le 6 janvier 1878, le journal bonapartiste L’Estafette publie des documents relatifs au possible complot militaire de décembre 1877 et propose un récit de la tentative de coup d’État. Les républicains vont alors exploiter au maximum l'affaire sur le plan politique. L'enjeu pour la gauche est en effet la conquête de l’État, et le corps des officiers, aux sensibilités nettement conservatrices — 88 % des généraux de division y sont monarchistes —, semble un obstacle important à sa mainmise totale sur l'armée. Dans ce contexte, tout ce qui peut nuire à la réputation des chefs militaires en place peut donc être exploité par les républicains, quitte à grossir à dessein l'évènement.
Le ministère de la Guerre a pourtant cherché à expliquer ces « dispositions militaires » particulières qu'il a mis en place en décembre : dans une note publiée le 31 décembre 1877 au Journal officiel, il rappelle le rôle que doit jouer l'armée dans le rétablissement de l'ordre public « en cas de troubles » et précise que la loi sur la conscription de 1872 a entraîné le départ de la classe de 1872 à l’automne 1877, réduisant de ce fait « considérablement » les forces armées basées à Paris. Cette situation exceptionnelle a nécessité le 14 novembre une désignation des unités amenées à intervenir dans la capitale, désignation qui a été amendée le 8 décembre. La note ajoute que ce sont ces dispositions « de prévoyance » qui ont donné lieu à l'incident de Limoges du fait de leur surinterprétation par le général Bressolles.
Afin d’éclaircir l'affaire et de contribuer à jeter le discrédit sur le conservatisme social de l'armée, la commission chargée de l'enquête sur les élections législatives d'octobre 1877 — issue de la nouvelle Chambre à 60 % républicaine — décide d'étendre le champ de son investigation au supposé complot de décembre 1877. Le 9 mars 1878, le député radical Henri Brisson en présente le rapport devant la Chambre des députés. Pour Brisson, il n'y a pas de doutes quant « à l’existence du complot » :

« Le dessein de résister à la volonté nationale a été formé ; la résolution d’agir a été prise, les agents d’exécution ont été choisis, les dispositions militaires ont été ordonnées, les ordres de mise en marche ont été donnés […]. Les préparatifs militaires ont été poussés jusqu’aux plus minutieux détails. »

Pourtant, au vu des documents rassemblés dans le rapport et des études historiques sur le sujet, l'historien Xavier Boniface estime que Brisson a pu se fourvoyer en surestimant la portée des divers télégrammes, « parfois sibyllins », que la commission a analysés.

### Épuration des officiers monarchistes

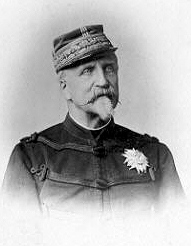
Henri d'Orléans, duc d'Aumale, démis de ses fonctions de commandant de corps d'armée en 1879, mis en non-activité en 1883 et exilé de France en 1886 du fait de son appartenance à la Maison d'Orléans.

Dès la résolution de la crise du Seize Mai et l'arrivée aux affaires du cabinet républicain de Jules Dufaure, le maréchal de Mac Mahon est contraint de sacrifier trois généraux ayant une attitude suspecte : parmi eux, le général Ducrot et le général Bressolles sont mis en disponibilité, perdant leur commandement. 
Après la victoire de la gauche aux élections sénatoriales de 1879, l'épuration des officiers généraux de convictions monarchistes se poursuit et touche quelques-uns des instigateurs du supposé complot militaire de décembre 1877. En effet, le 28 janvier 1879, le général Gresley, officier libéral placé au ministère de la Guerre par le Centre gauche, demande au président de la République la mise en disponibilité de cinq généraux de division occupant des commandements de corps d'armée : Henri Jules Bataille (5e corps), Charles-Denis Bourbaki (14e corps), François-Charles du Barail (9e corps), Jean-Baptiste Alexandre Montaudon (2e corps) et Marie-Hippolyte de Lartigue (supérieur hiérarchique du général Bressoles au 12e corps d'armée). En plus de ces cinq officiers, connus pour leur hostilité à la République, le ministre demande le déplacement de cinq autres commandants de corps d'armée. Le duc d'Aumale perd ainsi le commandement du 7e corps d'armée, et deux bonapartistes, Édouard Deligny et Félix Charles Douay, quittent respectivement la tête du 4e corps d'armée et du 6e corps d'armée, tous trois étant nommés inspecteurs généraux de l'Armée,. 
Refusant de consentir à ce qui est pour lui un déshonneur, Mac Mahon démissionne, ouvrant la période de la « République des républicains ». Son remplaçant à la présidence de la République, le républicain Jules Grévy, signe les décrets relatifs à cette épuration sans état d'âme. De fait, le seul général ayant possiblement prêté la main au complot de décembre 1877 et à occuper des responsabilités de premier plan après ce basculement politique est Joseph de Miribel, qui, en dépit de ses opinions réactionnaires et du rôle qu'il a pu jouer dans la tentative de coup d'État, est tenu par Léon Gambetta en très haute estime ; il l'appellera d'ailleurs de nouveau à la fonction prestigieuse de chef d’état-major général de l'armée en 1881.

### Publications universitaires
- Daniel Halévy, La Fin des notables : La République des ducs, Paris, Hachette, 1937, 384 p..
- François Bédarida, « L'Armée et la République : Les opinions politiques des officiers français en 1876-78 », Revue Historique, vol. 232,‎ 1964, p. 119-164 (lire en ligne). Erreur en page 139 : Depuis septembre 1877, le général d'Espivent commande le 11e corps d'armée (Nantes) et non plus le 15e corps d'armée (Marseille).
- Fresnette Pisani-Ferry, Le coup d'État manqué du 16 mai 1877, Paris, Robert Laffont, 1965.
- François Roth, « Mac Mahon, le maréchal président (24 mai 1873 - 30 janvier 1879) », dans Olivier Forcade (dir.), Eric Duhamel (dir.) et Philippe Vial (dir.), Militaires en République (1870-1962) : Les officiers, le pouvoir et la vie publique en France, Publications de la Sorbonne, 1999, 734 p. (ISBN 9782859443627, lire en ligne), p. 111-122.
- Xavier Boniface, « Le loyalisme républicain de l’armée dans la crise du Seize-Mai 1877 », dans Le Seize-mai revisité, Publications de l’Institut de recherches historiques du Septentrion, coll. « Histoire et littérature du Septentrion (IRHiS) », 8 avril 2018 (ISBN 978-2-490296-14-9, lire en ligne), p. 79–93.

### Documents historiques
- Henri Brisson, « Rapport fait au nom de la commission chargée de faire une enquête parlementaire sur les élections des 14 et 28 octobre 1877 », Journal officiel, Débats parlementaires : Chambre des députés,‎ 9 mars 1878, p. 1838-1845.
- François Charles du Barail, Mes souvenirs, t. 3 : 1864-1879, Paris, Plon et Nourrit, 1898 (lire en ligne).